# 梅森·加夫尼
梅里尔·梅森·加夫尼（英語：Merrill Mason Gaffney，1923年10月18日—2020年7月16日），美国经济学家，加利福尼亞大學河濱分校经济学教授。知名于对土地税的研究。主要以乔治主义为视角，批判新古典經濟學派。

## 生平
1923年生于紐約州白原市。父亲为教育家。1940年，他因交通意外受伤，在家休养时对亨利·乔治的《进步与贫困》产生了浓厚兴趣:14。1941年毕业于伊利诺伊州溫內特卡的新特里尔高中，入哈佛大学学习。该大学里的教授对亨利·乔治的研究甚少，这使他颇为不满。
1944年，他应征入伍，曾在第二次世界大战太平洋戰區服役。1946年復員，1948年毕业于俄勒冈州波特蘭里德学院，获学士学位:17。1956年获加利福尼亞大學柏克萊分校博士学位。
他最初在北卡罗来纳州立大学、密苏里大学、威斯康星大学等地执教。1969年任职于华盛顿未来资源研究所。1973年在維多利亞创建不列颠哥伦比亚经济政策分析研究所。1976年开始在加利福尼亞大學河濱分校任教。2013年退休。2020年7月16日在加利福尼亚州雷德兰兹逝世。

## 主要研究
他早期主要研究亨利·乔治的经济学思想，专注于農業經濟學的土地税制问题。在加利福尼亞大學柏克萊分校攻读博士研究生的时候，加夫尼就认为土地应该被视为公有财产，应该增加土地税的征收比例。这将减轻私营企业的其他税收负担，从而使企业高效发展。但他的观点遭到了普遍反对。此后，他的研究扩大至公共經濟學，主要以乔治主义为视角，对新古典經濟學派提出质疑和批判。
1990年代，在多数国家认为以减免税为主的税收竞争属于恶性行为的背景下，加福尼却认为税收竞争是一个自然而有益的过程，至少降低了税率，刺激了税制的简化。

## 家庭
1952年，他与埃斯特尔·劳结婚，但最终在1968年离婚。1973年，他与露丝·莱蒂娅·阿特伍德结婚（2017年逝世）。育有三个女儿和三个儿子。

## 职历
- 1953-54 俄勒岡大學 讲师
- 1954-1958 北卡罗来纳州立大学 助教授
- 1958-62 密苏里大学 农业经济学副教授、教授
- 1962-1969 威斯康星大学密尔沃基分校 经济学教授 （1963-65 兼任系主任）
- 1967 加利福尼亚大学洛杉矶分校 经济学客座教授
- 1969-1973 华盛顿未来资源研究所 资深助理研究员
- 1973-1976 維多利亞不列颠哥伦比亚经济政策分析研究所 创始人兼首任所长
- 1976-2012 加利福尼亞大學河濱分校 经济学教授

## 作品
梅森·加夫尼的主要经济学出版物有（包括专著和合著）：
- 《经济学的腐败》（1994年）
- 《城市新生态：乔治主义政策和人口增长》（2007年）
- 《经济危机之后：设计一个没有萧条时期的经济》（2009年）
- 《关于解决无法解决问题的论文集》（2013年）
- 《超越脱欧：蓝图》（2016年）